# Daniel Diges
Daniel Diges García est un chanteur, acteur, auteur-compositeur et pianiste espagnol, né le 17 janvier 1981 à Alcalá de Henares, Communauté de Madrid.

## Biographie
Il a commencé sa carrière d'acteur dans une compagnie de théâtre, le Teatro Escuela Libre de Alcalá de Henares (TELA), dans sa ville natale, et après avoir joué dans plusieurs spots télévisés, il devient connu dans la série dramatique télévisée "Nada es para siempre" (1999-2000), dans le rôle de "Gato". Au fil des années, il a également organisé des spectacles pour enfants comme "Megatrix" (2001-2002) et "Max Clan" (2003-2004) et est apparu dans plusieurs séries télévisées jouant un rôle secondaire: "Hospital Central" (2002), "Ana y los siete"(2003), "Aquí no hay quien viva" (2005) et "agitación + IVA"(2005-2006).
Il débuta dans de grandes productions de théâtre musical en 2005, jouant les rôles de Colate dans "Fiesta En Tu Me Cole" et Mario dans "Hoy No Me Puedo Levantar". En 2007 et 2008, il a joué le rôle de Galileo dans la production espagnole de "We Will Rock You", et il a aussi joué dans l'adaptation théâtrale espagnole de "High School Musical", dans le rôle de Troy Bolton (2008-2009). Depuis 2009, Il joue le rôle de Sky dans la production espagnole de "Mamma Mia !".
En 2010, il représente son pays au Concours Eurovision de la Chanson, à Oslo, le 29 mai, avec la chanson "Algo pequeñito". Pendant son interprétation, il sera victime d'un incident, un homme se glissant au milieu de la scène. À la suite de cette anomalie, Daniel fut autorisé à interpréter une seconde fois son morceau, après que tous les autres concurrents furent passés. Ça ne lui permit pas d'aller plus haut que la 15e place, avec 68 points.